# Karl Friedrich Ferdinand Reußner
Karl Friedrich Ferdinand Reußner (* 9. Oktober 1813 in Triptis; † 30. Juli 1895 in Neustadt an der Orla) war Großherzoglicher Superintendent, Oberpfarrer und Kirchenrat.

## Leben
Karl Friedrich Ferdinand Reußner wurde als Sohn des Weißbäckers in Triptis Karl Wilhelm Reußner geboren. Nachdem er auf dem Gymnasium in Gera seine Hochschulreife erlangt hatte, bezog er im Sommersemester 1836 die Universität in Jena um sich dem Studium der Theologie zu widmen. Nachdem er 1839 sein Kandidatenexamen bestanden hatte, wurde er zunächst Hauslehrer in Geroda, Wilhelmshöhe bei Kassel und Jena. 1842 stand er einer privaten Bildungsanstalt seines Geburtsorts vor und ging 1843 als Lehrer an die Stadtschule in Jena, wo er auch eine Pfarrstelle an der dortigen Garnisonskirche versah. Im Folgejahr folgte er einem Ruf als Diakon und Rektor der Stadtschule in Weida. 1856 ging er nach Dermbach, wo er zunächst als Substitut des dortigen Superintendenten fungierte und 1859 bis Juli 1867 als Oberpfarrer und Superintendent wirkte. Am 7. Juli 1867 übernahm er das Amt des Oberpfarrers und Superintendenten in Neustadt an der Orla. Mit seiner Ehefrau Fanny Schmidt bekam er drei Kinder. Aufgrund seiner Verdienste wurde er am 1. Mai 1893, am Tag seiner Pensionierung, in der Stadtkirche zum Ehrenbürger der Stadt Neustadt an der Orla ernannt.